# غطاء فوقي

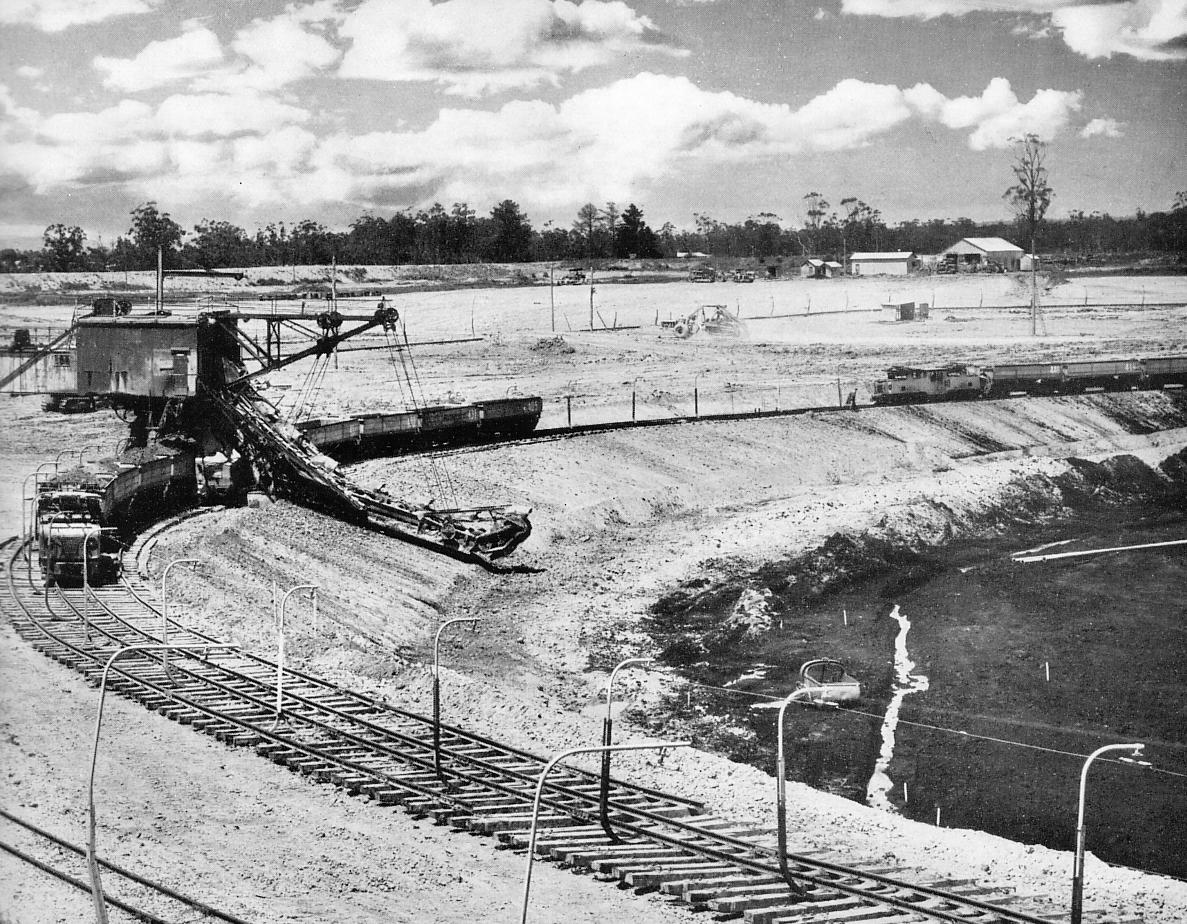
الغطاء الفوقي في موقع منجم فحم.

الغطاء الفوقي في التعدين السطحي هو المادة الصخرية أو الترابية فوق منطقة غنية بخامة معينة مثل الفحم أو المعادن الفلزية. ويسمى أيضاً الغطاء الصخري أو الغطاء الترابي.
يجب التمييز بين الغطاء الفوقي، وبين مخلفات التعدين إذ أن الأول هو ما يوجد فوق الخامة قبل عمليات التعدين، أما مخلفات التعدين هي ما يتبقى بعد انتهاء العمليات.